# Jeanne Lehair
Jeanne Lehair (* 30. März  1996 in Metz) ist eine in Frankreich geborene Triathletin, die seit 2022 für Luxemburg startet. Sie war bis zum 11. Mai 2022 Mitglied der französischen Nationalmannschaft, Vizejunioreneropameisterin (2015), Welt- und Europameisterin auf der Sprintdistanz im Team (2015) und Europameisterin auf der Triathlon-Kurzdistanz (2023).

## Werdegang
Jeanne Lehair besuchte das Lycée Robert Schuman in Metz und bereits als 7-Jährige startet sie in Metz bei ihrem ersten Triathlon. Ein Jahr später trat sie dem heimischen Triathlon-Verein Metz Triathlon bei.
Im September 2012 wurde sie Dritte bei der Juniorenweltmeisterschaft im Duathlon.
Im Juni 2015 wurde sie Juniorenstaatsmeisterin Triathlon und im Juli wurde die damals 19-Jährige in Genf Vizejunioreneropameisterin im Triathlon und eine Woche später mit der französischen Mannschaft in Hamburg auch Team-Weltmeisterin Triathlon.

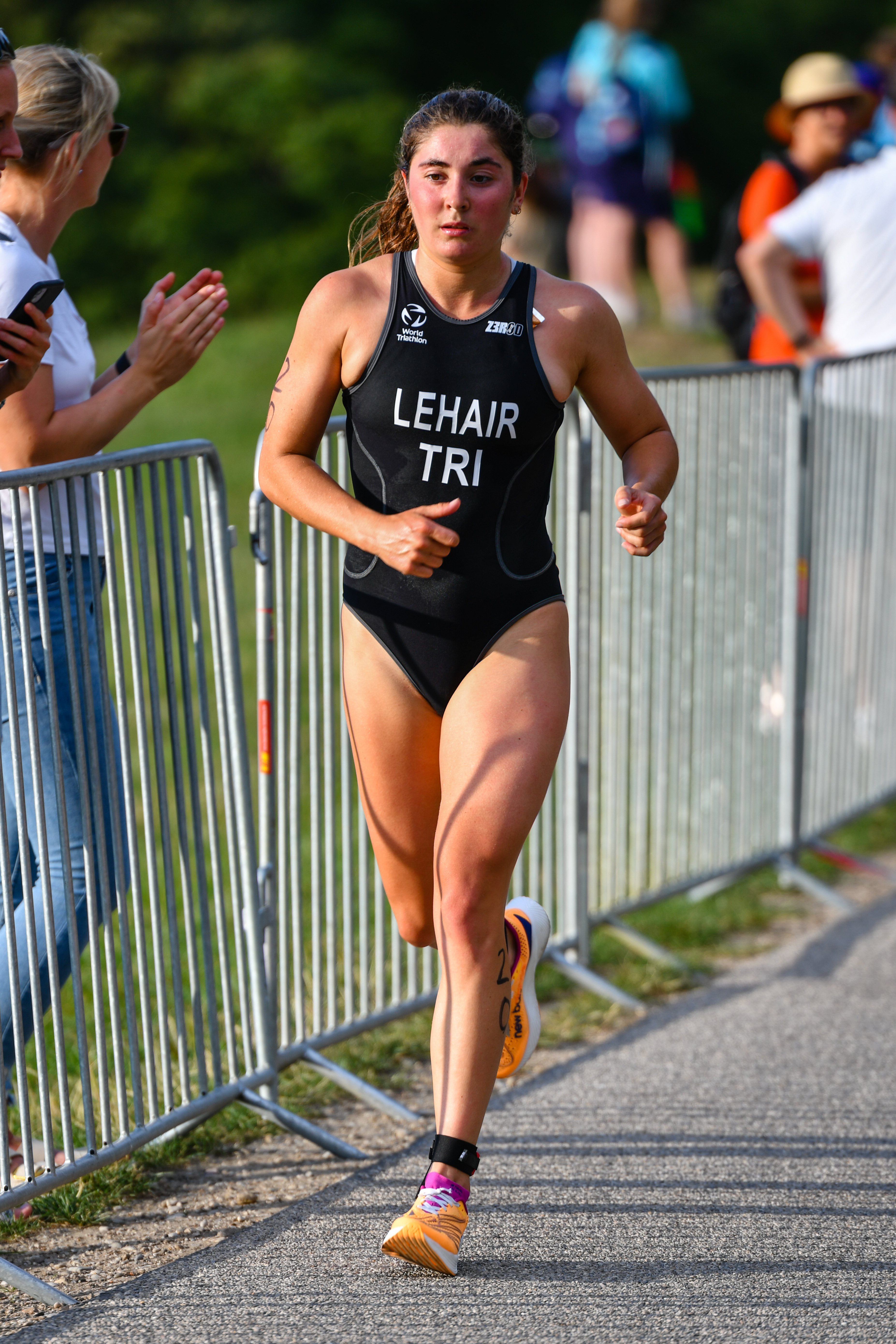
Jeanne Lehair bei der EM in München, 2022

Im September 2017 wurde sie in Quiberon Fünfte bei der Französischen Triathlon-Staatsmeisterschaft. 2018 wurde sie in Schweden Studenten-Weltmeisterin Triathlon. Im Juli 2019 wurde die damals 23-Jährige Französische Meisterin Aquathlon. Im Mai 2021 gewann sie auf der Triathlon-Sprintdistanz den Europa-Cup im polnischen Olsztyn.
Im Mai 2022 gewann die 26-Jährige auf der Sprintdistanz in Sète den Triathlon Trophée Laurent Vidal, in Erinnerung an den verstorbenen Triathleten Laurent Vidal (1984–2015). Im November 2022 erhielt Jeanne Lehair die Luxemburger Staatsbürgerschaft.
In der Weltmeisterschafts-Rennserie 2022 belegte Jeanne Lehair im November als beste Luxemburger Athletin den 35. Rang.
Im Juni 2023 wurde sie in Madrid Europameisterin Triathlon.
Im Mai 2025 setzte sich die 29-Jährige in Japan mit dem Sieg im zweiten Rennen der Weltmeisterschaftsrennserie an die zweite Stelle der vorläufigen Jahreswertung.

## Sportliche Erfolge
| Datum/Jahr    | Rang | Wettbewerb                                               | Austragungsort | Zeit      | Bemerkung |
| ------------- | ---- | -------------------------------------------------------- | -------------- | --------- | --- |
| 12. Juli 2025 | 7    | ITU World Championship Series 2025                       | Hamburg        | 00:56:52  | |
| 17. Mai 2025  | 7    | ITU World Championship Series 2025                       | Alghero        | 01:58:14  | |
| 17. Mai 2025  | 1    | ITU World Championship Series 2025                       | Yokohama       | 01:51:31  | |
| 16. Feb. 2025 | 7    | ITU World Championship Series 2025                       | Abu Dhabi      | 00:54:54  | |
| 14. Juli 2024 | 4    | ITU World Championship Series 2024                       | Hamburg        | 00:55:33  | |
| 25. Mai 2024  | 5    | ITU World Championship Series 2024                       | Cagliari       | 01:47:51  | |
| 13. Mai 2023  | 12   | ITU World Championship Series 2023                       | Yokohama       | 01:55:39  | |
| 26. Nov. 2022 | 46   | ITU World Championship Series 2022                       | Abu Dhabi      | 02:03:37  | Grand Final                                                                                                   |
| 6. Nov. 2022  | 19   | ITU World Championship Series 2022                       | Bermuda        | 02:06:48  | |
| 12. Aug. 2022 | 40   | ETU Triathlon European Championship                      | München        | 02:03:49  | Europameisterschaft                                                                                           |
| 28. Mai 2022  | 4    | ITU Triathlon World Cup                                  | Arzachena      | 01:00:46  | |
| 8. Mai 2022   | 1    | Trophée Laurent Vidal                                    | Sète           | 00:56:57  | 750 m Schwimmen, 20 km Radfahren und 5 km Laufen                                                              |
| 5. Nov. 2021  | 16   | ITU World Championship Series 2021                       | Abu Dhabi      | 00:58:12  | |
| 29. Mai 2021  | 1    | ETU Triathlon European Cup                               | Olsztyn        | 01:00:12  | |
| 10. Nov. 2019 | 26   | ITU Triathlon World Cup                                  | Santo Domingo  | 01:36:58  | hinter Andrea Hewitt; 5 statt 10 km Laufen                                                                    |
| 30. Juni 2019 | 6    | FRA Triathlon National Championships                     | Metz           | 01:00:45  | Französische Triathlon-Staatsmeisterschaft                                                                    |
| 6. Okt. 2018  | 2    | ETU Triathlon European Championship Clubs                | Lissabon       | 00:22:024 | mit „Metz Triathlon“                                                                                          |
| 2. Sep. 2018  | 1    | FISU World University Triathlon Championship Mixed Relay | Kalmar         | 01:15:34  | in der gemischten Staffel mit Nathan Guerbeur, Nathan Grayel und Mathilde Gautier                             |
| 1. Sep. 2018  | 1    | FISU World University Triathlon Championship             | Kalmar         | 00:57:11  | Studenten-Weltmeisterin Triathlon                                                                             |
| 2. Juni 2018  | 30   | ITU Triathlon World Cup                                  | Cagliari       | 01:04:11  | hinter der österreichischen Siegerin Lisa Perterer                                                            |
| 27. Mai 2018  | 5    | FRA Triathlon National Championships                     | Gray           | 01:03:07  | Französische Triathlon-Staatsmeisterschaft                                                                    |
| 3. Sep. 2017  | 5    | FRA Triathlon National Championships                     | Quiberon       | 00:55:58  | Französische Triathlon-Staatsmeisterschaft                                                                    |
| 22. Mai 2016  | 9    | FRA Triathlon National Championships                     | Dunkerque      | 01:03:29  | hinter Emmie Charayron                                                                                        |
| 4. Sep. 2015  | 4    | FRA Triathlon National Championships                     | Nizza          | 01:01:24  | |
| 19. Juli 2015 | 1    | ITU Triathlon World Championship Mixed Relay             | Hamburg        | 00:21:01  | Weltmeisterin im Team – zusammen mit Audrey Merle, Dorian Coninx und Vincent Luis                             |
| 11. Juli 2015 | 1    | ETU Triathlon European Championship Mixed Relay          | Genf           |           | Europameister Elite Mixed Team, mit Emmie Charayron, Simon Viain und David Hauss                              |
| 11. Juli 2015 | 2    | ETU Triathlon European Championship Junior Women         | Genf           | 01:04:06  | Vizejunioreneropameisterin Triathlon, hinter der Deutschen Laura Lindemann                                    |
| 28. Sep. 2014 | 9    | FRA Triathlon National Championships                     | Nizza          | 01:02:54  | hinter Cassandre Beaugrand                                                                                    |
| 29. Sep. 2013 | 7    | FRA Triathlon National Championships                     | Nizza          | 01:05:14  | hinter Jessica Harrison                                                                                       |
| 7. Juni 2015  | 1    | FRA Triathlon National Championship Junior Women         | Le Mans        | 01:04:39  | Französische Juniorenstaatsmeisterin auf der Sprintdistanz (750 m Schwimmen, 20 km Radfahren und 5 km Laufen) |
| 1. Juni 2013  | 3    | FRA Triathlon National Championship Junior Women         | Frankreich     |           | Französische Jugendstaatsmeisterschaft, hinter der Siegerin Léonie Périault                                   |

| Datum/Jahr    | Rang | Wettbewerb                                   | Austragungsort | Zeit     | Bemerkung                          |
| ------------- | ---- | -------------------------------------------- | -------------- | -------- | ---------------------------------- |
| 22. Sep. 2012 | 3    | ITU Duathlon World Championship Junior Women | Nancy          | 01:03:37 | Juniorenweltmeisterschaft Duathlon |

| Datum/Jahr    | Rang | Wettbewerb                           | Austragungsort | Zeit     | Bemerkung                        |
| ------------- | ---- | ------------------------------------ | -------------- | -------- | -------------------------------- |
| 20. Juli 2019 | 1    | FRA Aquathlon National Championships | Bergerac       | 00:29:58 | Französische Meisterin Aquathlon |

(DNF – Did Not Finish)